# Elisabeth-Orden (Österreich-Ungarn)

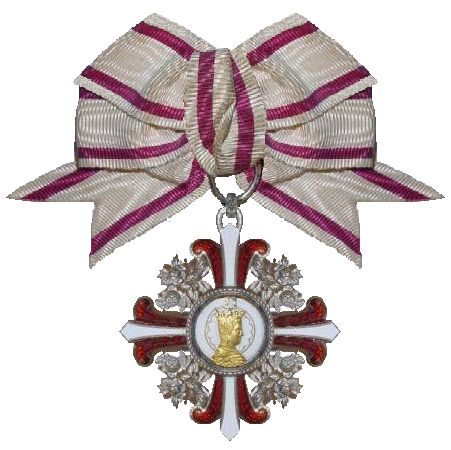
Elisabeth-Orden

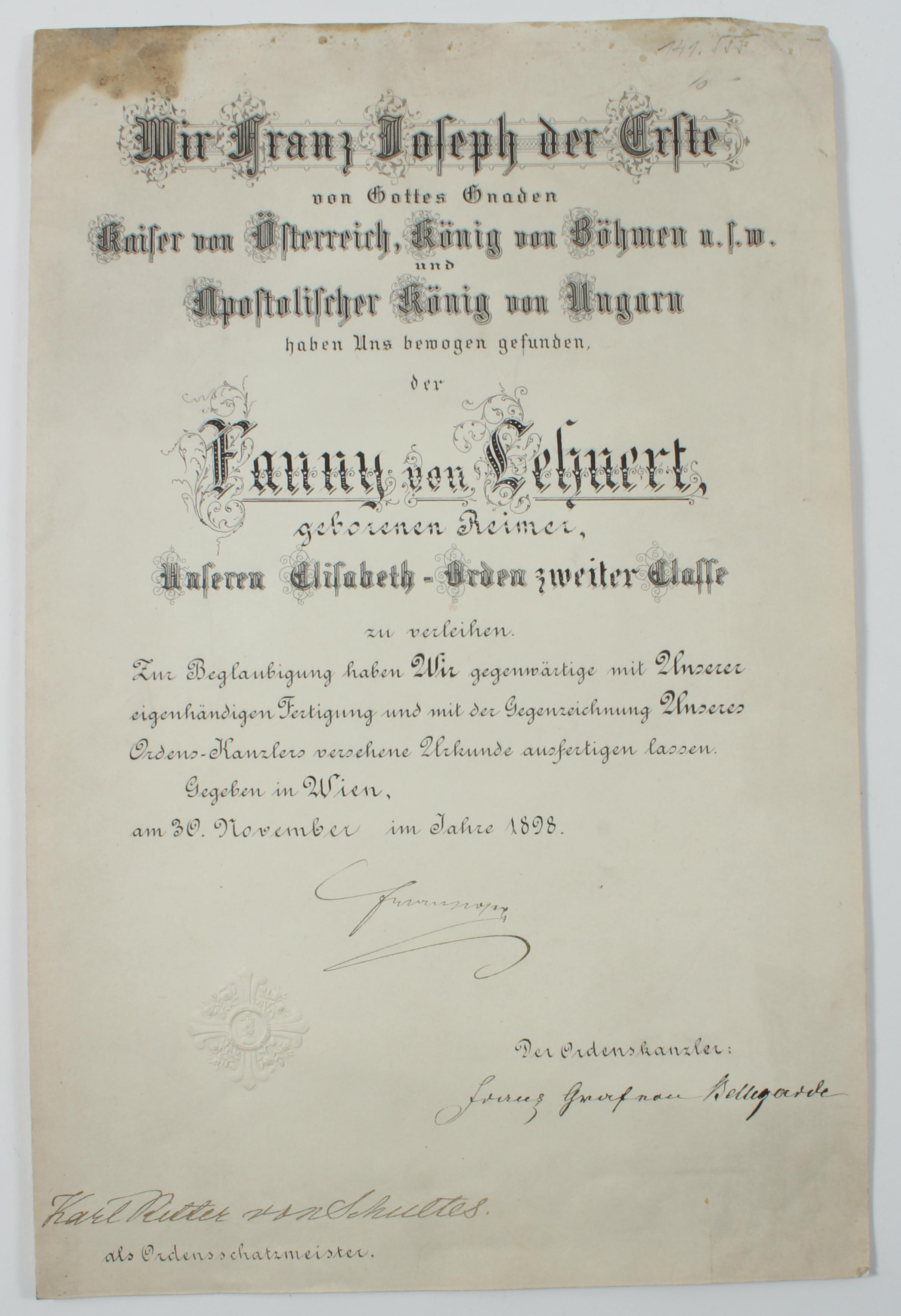
Verleihungsurkunde der II. Klasse des Ordens an Fanny von Lehnert, 30. November 1898

Der Elisabeth-Orden wurde am 17. September 1898 durch Kaiser Franz Joseph I. als erster und einziger Damenverdienstorden Österreich-Ungarns zu Ehren der heiligen Elisabeth von Thüringen gestiftet. Gleichzeitig diente er dem Andenken der am 10. September 1898 in Genf ermordeten Kaiserin Elisabeth. Er konnte an alle Frauen, gleich welchen Standes oder Religion, ob verheiratet oder ledig, als Belohnung für Verdienste, die in den verschiedensten Berufen oder auf anderem Wege für das allgemeine Wohl im religiösen, karitativen und philanthropischen Bereich erworben wurden, verliehen werden.

## Ordensklassen
Der Orden bestand aus folgenden Klassen und wurde wie folgt verliehen:
| Klasse                             | Inländerinnen | Ausländerinnen | Gesamt |
| ---------------------------------- | ------------- | -------------- | ------ |
| Großkreuz                          | 036           | 045            | 081    |
| I. Klasse mit Stern (ab 30.4.1918) | 01            | 02             | 03     |
| I. Klasse                          | 274           | 058            | 332    |
| II. Klasse                         | 462           | 038            | 500    |
| Elisabeth-Kreuz (ab 30.4.1918)     | 01            |                | 01     |
| Elisabeth-Medaille                 | 163           | 045            | 208    |

Das erste Großkreuz, dessen Stiftung ursprünglich für den 2. Dezember 1898 (50. Regierungsjubiläum Franz Josephs I.) vorgesehen war, wurde bereits am 17. September des Jahres an Gräfin Irma Sztáray, letzte Hofdame von Kaiserin Elisabeth, verliehen.
Die I. Klasse mit Stern und das Elisabeth-Kreuz wurden mit kaiserlichem Handschreiben vom 30. April 1918 gestiftet, daher die geringe Trägerinnenzahl.

## Ordensdekoration

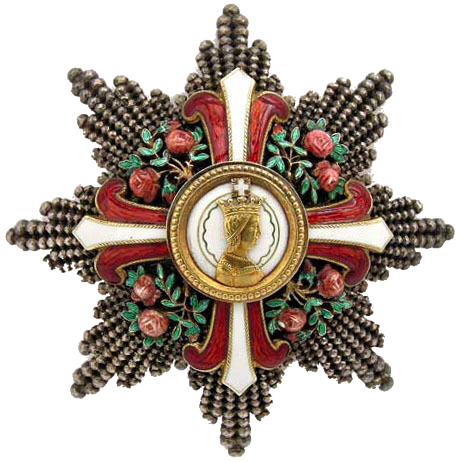
Bruststern zum Großkreuz

Das Ordenszeichen ist ein goldenes gleicharmiges Kreuz, dessen Arme stilisierte Lilienblüten sind. Jede Blüte ist dreiteilig, die beiden äußeren Blätter sind rot, das mittlere weiß emailliert. Zwischen den Kreuzarmen sind Rosenzweige aus grün emaillierten Blättern und roten Blüten eingebettet. Im weißen Medaillon des Kreuzes ist auf der Vorderseite die Büste der nach rechts gewandten heiligen Elisabeth und auf der Rückseite eine goldene Rose mit der Initiale E (Elisabeth) zu sehen. Das Kreuz der II. Klasse ist silber und ohne Email. Der Bruststern zum Großkreuz und zur I. Klasse mit Stern zeigt das Ordenszeichen.
Das Großkreuz wurde am Schulterband von der rechten Schulter nach links getragen, die übrigen Klassen an der linken Brust.

## Sonstiges
Nach dem Tod der Beliehenen mussten die Ordenszeichen und die Statuten an die Ordenskanzlei zurückgegeben werden.
Mit dem Ende der Monarchie 1918 ist der Orden erloschen.